# Parc national des gorges Geikie
Le parc national des gorges Geikie (en anglais : Geikie Gorge National Park) est un parc national australien situé en Australie-Occidentale, à 1 831 km au nord-est de Perth, capitale de l'État, ainsi qu'à 420 km à l'est de Broome.
Il doit son nom à Sir Archibald Geikie, chef des services géologiques britanniques à la fin du XIXe siècle, bien qu'il ne soit cependant jamais venu dans la région. Les aborigènes locaux, les Bunanas, obtiennent donc que le nom aborigène Danggu soit ajouté à celui de Geikie dans sa désignation officielle en anglais : Danggu (Geikie) Gorge National Park.

## Situation
Les gorges sont créées par la Fitzroy River et le niveau de la rivière peut monter de plus de 16 mètres en saison de pluies. On peut voir aisément le niveau que l'eau peut atteindre sur les parois grâce à l'action abrasive des eaux sur le calcaire qui redevient blanc.